# Самюел Ваймс
Самюел Ваймс (на английски: Samuel Vimes) е литературен герой от поредицата книги за Света на диска на британския писател Тери Пратчет. Ваймс е полицай или по-точно – стражник.

## Описание
Първата поява на Ваймс е в романа „Стражите! Стражите!“, където той е капитан на Нощната стража на град Анкх-Морпорк. С всяка нова книга той претърпява развитие, от пияница се превръща в уважаван политик. С увеличаването на заслугите му към града, описани в следващите книги, лорд Ветинари последователно го повишава като командир на Градската стража, дава му рицарско звание и накрая го прави дук. Ала дълбоко в душата си, Ваймс си остава улично ченге, ненавиждащо богатите, но неспособно да направи нищо по въпроса.
Ваймс е описван като „Честен по особения начин, присъщ на полицаите.“ По същия начин прилага и идеята за свободна воля – смята, че няма нищо лошо хората да са свободни, стига да вършат каквото им се казва, по дяволите.
За Ваймс може да се каже и че е непокварен бродник по улиците на злото. Охотно признава, че не е особено надарен умствено, но се отличава с онази чудновата, упорита и изобретателна полицейска глупост, която често кара интелекта да и диша прахта.
Както изглежда, според него единственото предназначение на закона е да пази бедните и безпомощните от богатите и могъщите, но се старае усърдно да скрие убеждението си под дебели слоеве от добрия стар цинизъм.
Всъщност прави каквото му е по силите в един несъвършен свят и нарича това „закон“.

## Прототип
Крайно нетипично за героите на Тери Пратчет, Ваймс няма определен прототип, или по-точно не е пародия на някого. Пратчет споменава, че Ваймс се е появил едва ли не случайно. "Такъв тип повествонание изисква вътрешен диалог, това читателят да бъде поставен в нечия глава. Библиотекарят например не би бил подходящ – с вътрешен диалог, състоящ се предимно от „Уук“, няма да стигнем далече. И тъй като по това време главата на Ваймс беше празна, реших да я използвам за целта."

## Цитати
„- Не е тъй – възрази смаяният Ваймс. – Бях пиянде. Не ми стигаха пари, за да съм алкохолик!“
„- Тук си имаме работа с извратено съзнание. – установи Ваймс.

- О, не! Така ли мислиш?

- Да.

- Но... но... не може да си прав. Защото Ноби през цялото време беше с нас.“ („Въоръжени мъже“)
„- Ще се издигнете високо-високо, защото лично ще ви обеся, но краката ви ще стъпват здраво на земята, тъй като ще ви ги отсека през коленете!“ – Ваймс (из обръщението към новопостъпващите стражници).
„- От днес нито един служител не може да има повече от две баби от какъвто и да е било вид!“ – Ваймс (реакция на третата за три години молба на Ноби Нобс за отпуск поради смъртта на баба му)

## Романи
Самюъл Ваймс е главен герой в:
- Стражите! Стражите!
- Въоръжени мъже
- Глинени крака
- Шовинист
- Петият слон
- Нощна стража
- Туп!
- Смрък

Появява се като второстепенен или епизодичен герой в:
- Истината
- Чудовищна команда